# Astaena hirtella
Astaena hirtella är en skalbaggsart som beskrevs av Frey 1973. Astaena hirtella ingår i släktet Astaena och familjen Melolonthidae. Inga underarter finns listade.